# Själevads socken
Själevads socken i Ångermanland ingår sedan 1971 i Örnsköldsviks kommun och motsvarar från 2016 Själevads distrikt.
Socknens areal är 308,1 kvadratkilometer, varav 283,51 land. År 2000 fanns här 19 024 invånare. Södra delen av Örnsköldsvik, tätorterna Västerhus, Överhörnäs, Billsta, småorten Grytsjö samt kyrkbyn Själevad med sockenkyrkan Själevads kyrka ligger i socknen. 

## Administrativ historik
Själevads socken har medeltida ursprung. Ur socknen utbröts på 1300-talet Arnäs socken, i slutet av 1400-talet Anundsjö socken, 11 mars 1795 Björna socken och 1824 Mo socken.
Friköpingen Örnsköldsviks köping anlades 1842 i denna socken, som vid kommunreformen 1862 etablerades som en fristående köpingskommun.  
Vid kommunreformen 1862 övergick socknens ansvar för de kyrkliga frågorna till Själevads församling och för de borgerliga frågorna bildades Själevads landskommun. Ur församlingen utbröts 1 juli 1907 Örnsköldsviks församling. Landskommunen utökades 1963 och uppgick 1971 i Örnsköldsviks kommun.
1 januari 2016 inrättades distriktet Själevad, med samma omfattning som församlingen hade 1999/2000. 
Socknen har tillhört fögderier, tingslag och domsagor enligt vad som beskrivs i artikeln Ångermanland.  De indelta båtsmännen tillhörde Andra Norrlands andradels båtsmanskompani.

## Geografi
Själevads socken ligger vid kusten norr om Skuleskogen, kring men ej öster om Örnsköldsvik, kring Själevadsfjärden och Moälven med viss skärgård längst i öster. Socknen har odlingsbygd vid kusten, vattendragen och sjöarna och är däromkring en höglänt skogsbygd med höjder som i norr når 328 meter över havet.

## Fornlämningar
Man har funnit omkring 110 fornlämningar. Det rör sig om boplatser från stenåldern och gravar från bronsåldern. De senare är av kuströsetyp. Från järnåldern finns spridda högar. 
Hampnästoften är ett föremål från ett skepp från omkring 200-talet f.kr. av samma typ som den berömda danska Hjortspringsbåten.
En betydande fornlämning är den så kallade Gene fornby, där man funnit bland annat en bondgård som varit i drift tiden mellan år 0 och 600-talet. I Gene finns även gravfält och boplatser från hela äldre järnåldern.

## Etymologi
Namnet (1344 Salaua) kommer från området vid kyrkan. Namnet innehåller förleden säl och efterleden ava, 'grund, trång vik, dvs. "Sälviken". När namnet myntades var Själevadsfjärden en havsvik, där sälen gick upp.

## Befolkningsutveckling
| Befolkningsutvecklingen i Själevads socken 1750–1990 | Befolkningsutvecklingen i Själevads socken 1750–1990 | Befolkningsutvecklingen i Själevads socken 1750–1990 | Befolkningsutvecklingen i Själevads socken 1750–1990 | Befolkningsutvecklingen i Själevads socken 1750–1990 |
| --- | ---------------------------------------------------- | ---------------------------------------------------- | ---------------------------------------------------- | ---------------------------------------------------- |
| |                                                      |                                                      |                                                      |                                                      |
| År |                                                      |                                                      | Folkmängd                                            |                                                      |
| 1750 | 1750                                                 |                                                      | 2 027                                                |                                                      |
| 1760 | 1760                                                 |                                                      | 2 273                                                |                                                      |
| 1769 | 1769                                                 |                                                      | 2 436                                                |                                                      |
| 1790 | 1790                                                 |                                                      | 2 456                                                |                                                      |
| 1800 | 1800                                                 |                                                      | 3 049                                                |                                                      |
| 1810 | 1810                                                 |                                                      | 2 788                                                |                                                      |
| 1820 | 1820                                                 |                                                      | 2 925                                                |                                                      |
| 1830 | 1830                                                 |                                                      | 2 930                                                |                                                      |
| 1840 | 1840                                                 |                                                      | 3 172                                                |                                                      |
| 1850 | 1850                                                 |                                                      | 3 594                                                |                                                      |
| 1860 | 1860                                                 |                                                      | 4 092                                                |                                                      |
| 1870 | 1870                                                 |                                                      | 4 593                                                |                                                      |
| 1880 | 1880                                                 |                                                      | 5 470                                                |                                                      |
| 1890 | 1890                                                 |                                                      | 6 970                                                |                                                      |
| 1900 | 1900                                                 |                                                      | 9 225                                                |                                                      |
| 1910 | 1910                                                 |                                                      | 10 732                                               |                                                      |
| 1920 | 1920                                                 |                                                      | 11 982                                               |                                                      |
| 1930 | 1930                                                 |                                                      | 13 820                                               |                                                      |
| 1940 | 1940                                                 |                                                      | 16 827                                               |                                                      |
| 1950 | 1950                                                 |                                                      | 22 971                                               |                                                      |
| 1960 | 1960                                                 |                                                      | 26 237                                               |                                                      |
| 1970 | 1970                                                 |                                                      | 28 824                                               |                                                      |
| 1980 | 1980                                                 |                                                      | 29 070                                               |                                                      |
| 1990 | 1990                                                 |                                                      | 29 042                                               |                                                      |
| Anm: Tabellen inkluderar Björna fram till 1800 och Örnsköldsvik fram till 1990. Källor: Umeå universitet - Tabellverket 1749-1859, Demografiska databasen, CEDAR, Umeå universitet. |                                                      |                                                      |                                                      |                                                      |